# Eupithecia abietaria
Eupitecia abietaria es una especie de polilla de la familia Geometridae. La especie fue descrita por primera vez por Johann August Ephraim Goeze en 1781 y se puede encontrar en Europa y al este en Siberia y Japón.

## Descripción
De tamaño pequeño a mediano, con una envergadura del insecto adulto de 21 a 23 milímetros (0,8 a 0,9 plg). Es una de las polillas pigmeas más grandes (Eupithecia spp.) y también tiene colores más contrastante que la mayoría de las otras especies de este género.
Es una especie con líneas transversales y marcadas con dientes negros o rayas en las venas. Hay un punto discal muy grande y dos bandas de color marrón rojizo. La cara no tiene un cono de escamas bien desarrollado y el palpo es aproximadamente dos veces más largo que el diámetro del ojo. 
El huevo es ovalado y se caracteriza por grandes depresiones hexagonales regulares en la escultura de la cáscara. Las larvas del último estadio son gruesas, carnosas y de color rojo y no muestran patrones. La pupa es de color marrón rojizo oscuro y tiene dos fuertes cerdas en forma de gancho en el cremaster, así como varias cerdas finas.
Eupithecia analoga tiene cierto parecido al E. abietaria, solo que es más pequeña, tiene marcas menos contrastadas y se diferencia, en particular, por los palpos significativamente más largos.
El examen morfológico genital es el principal recurso para una asignación clara.

### Alas
El ala anterior es de color marrón claro, en la raíz generalmente con una banda transversal marrón semicircular en forma de collar de perlas y tiene una doble areola. En contraste, por ejemplo, la especie Eupithecia constricta tiene el área mediana reducida a un ancho de solo 1-2 mm y las líneas antemedia y posmediana estaban conectadas por venas negras. La subespecie E. abietaria debrunneata, del distrito de Ussuri, es más mezclado con negruzco, falta el tono marrón rojizo. Otras especies como la E. gigantea, del distrito de Ussuri y de Japón, es de un gris más oscuro que en E. a. debrunneata, las bandas rojizas (como en E. rufescens) están fuertemente desarrolladas.
En el centro del ala hay una banda transversal de ancho uniforme, curvada y con bordes negros; la banda en sí suele ser ligeramente más pálida que el resto del ala. Esta banda está bordeada con rayas blancas dobles tanto en el lado interior como en el exterior y continúa en el ala trasera. La parte exterior del ala es de color marrón claro con una franja cruzada en zigzag blanca.

## Estilo de vida
Esta especie vive en bosques de coníferas. La larva se desarrolla en conos inmaduros (verdes) de abeto, abeto rojo y pino. Permanece dentro del cono, pero se revela mediante hilos de seda en la superficie y excrementos que salpican. Las polillas adultas vuelan de junio a julio, según la ubicación. Las larvas se alimentan de Picea abies, Picea sitchensis y Abies procera.